# Wappen der Provinz Palencia

Wappen der Provinz Palencia seit dem 25. Januar 1949

Das Wappen der Provinz Palencia wurde am 25. Januar 1949 vom Ministerio de Gobernación der spanischen Zentralregierung geschaffen. Am 8. Februar 1949 erklärte die Abgeordnetenversammlung der Provinz Palencia ihr Einverständnis und nahm das Wappen in Gebrauch. Es erschien am 14. Januar 1965 auf der 37. Briefmarke einer Serie Escudos provinciales españoles.

## Beschreibung
In der Heraldik werden die Bezeichnungen rechts und links grundsätzlich aus der Sicht der Person verwendet, die den Schild vor sich her tragen würde, also entgegengesetzt zur Sicht des Betrachters.
Der Wappenschild ist in sechs Felder unterteilt und trägt dazu einen Herzschild. Diese insgesamt sieben Felder stehen somit für die sieben Gerichtsbezirke der Provinz, wie sie im Jahr 1949 bestanden. 1966 wurde deren Zahl auf vier und 1988 auf drei reduziert.
1. Das erste Feld ist von Silber und Blau geteilt. Oben steht in Silber ein schwarzer Doppeladler, unten in Blau stehen drei silberne, 2:1 gestellte Lilien. Das Feld steht für Frechilla.
2. Das zweite Feld ist von Silber und Grün bogenförmig geteilt. Unten laufen zwei naturfarbene Hirsche nach rechts, oben steht über drei blauen Wellenbalken auf silbernem Grund eine ebenfalls silberne, zweibogige Brücke. Das Feld repräsentiert Cervera de Pisuerga.
3. Das dritte Feld ist von Gold und Blau schrägquadriert, wobei die goldenen Felder jeweils mit sechs roten Schrägbalken belegt sind. Die blauen Felder tragen die Wörter AVE (rechts) und MARIA (links). Das Feld steht für Saldaña.
4. Das vierte Feld ist von Grün über Rot geteilt. Oben steht in Grün ein goldener achtzackiger Stern, unten in Rot ein goldener, nach rechts weisender Stierkopf. Das Feld vertritt den Gerichtsbezirk Astudillo.
5. Das fünfte Feld ist von Blau und Silber gespalten. Rechts steht in Blau ein goldener, einachsiger Karren mit Scheibenrädern auf der Deichsel, links in Silber ein aufrechter, nach rechts schauender, roter Löwe. Das Feld steht für Carrión de los Condes.
6. Im sechsten Feld stehen in Rot fünf goldene, schwarz vermauerte, 2:1:2 gestellte Zinnentürme mit blauen Tor- und Fensteröffnungen. Das Feld repräsentiert Baltanás.
7. Der Herzschild ist von Blau und Rot quadriert, wobei in Blau jeweils ein goldenes, durchbrochenes Lilienkreuz steht, in Rot jeweils ein goldenes, schwarz vermauertes Kastell mit blauen Tor- und Fensteröffnungen. Dieser Herzschild steht für die Provinzhauptstadt Palencia.

Der Schild wird beiderseits von goldenen Spruchbändern umrahmt, auf welchen in schwarzen Lettern Armas y Ciencia (Durch Waffen und Wissenschaft) geschrieben steht. Auf dem Schild liegt die alte, offene spanische Königskrone, wie sie bis zum 16. Jahrhundert benutzt wurde.

## Historische Herkunft der Wappenbestandteile
- Im Fall von Frechilla im ersten Feld sind sowohl der Doppeladler als auch die Lilien wahrscheinlich aus Wappen des Königshauses übernommen worden.[5] Der Doppeladler stammt aus dem Wappen Kaiser Karls V. (in Spanien König Karl I.; 1531–1556), die Lilien aus dem Wappen des regierenden Hauses Bourbon (1700–1808, 1812–1868, 1874–1931, 1981-heute). Allerdings sind die bourbonischen Lilien golden, die von Frechilla silbern. Frechilla verlor seinen Status als Gerichtsbezirk, den es seit 1834 besessen hatte, im Jahr 1966 als dieser in demjenigen von Palencia aufging.[3]
- Bei der im zweiten Feld abgebildeten Brücke handelt es sich um die Puente de Barrio über den Río Pisuerga. Die beiden Hirsche sind wohl ein sprechendes Symbol für den Ortsnamen (ciervo = Hirsch). Cervera de Pisuerga hat seinen Status als Gerichtsbezirk bis heute bewahrt.
- Der biblische Engelsgruß AVE MARIA (Lk 1,28) im dritten Feld erinnert an den legendären Kämpfer Garcilaso II de la Vega, der an der Schlacht am Río Salado gegen die marokkanischen Meriniden teilnahm. Er soll am Morgen des 30. Oktober 1340 als erster den Fluss überschritten und einen Gegner getötet haben, der verächtlich ein Banner mit diesen Worten an den Schweif seines Pferdes gebunden hatte.[6]  Den Bezug zu Saldaña stellt die Hochzeit der Erbin Leonor Lasso de la Vega mit Diego Hurtado de Mendoza 1387 her. Deren Sohn Íñigo López de Mendoza y de la Vega wurde Markgraf von Santillana und damit auch Herr von Saldaña.[7] Der Gerichtsbezirk von Saldaña ging 1988 in demjenigen von Carrión de los Condes auf.[8]
- Der goldene siebenzackige Stern im grünen Teil des vierten Felds steht für die sieben alten Siedlungen im Bereich der Tierra de Campos zwischen dem Rio Cea und dem Rio Pisuerga. Astudillo liegt in der Tierra de Campos, die sieben alten Siedlungen liegen aber alle weiter westlich.[9] Der goldene Stierkopf ist eine Anspielung auf den römischen General Titus Statilius Taurus, der 29 v. Chr. gegen die iberischen Stämme der Kantabrer und Asturer kämpfte.[10] Der Gerichtsbezirk von Astudillo ging 1966 in demjenigen von Palencia auf.[3]
- Der goldene Ochsenkarren (spanisch carro boyal) im fünften Feld ist ein vermeintlich sprechender Hinweis auf den Ortsnamen Carrión, der sich aber vom Río Carrión herleitet. Der aufrechte rote (eigentlich purpurfarbene) Löwe auf silbernem Grund steht seit König Alfons VII. (1126–1157) für das Königreich León.[11] Der Gerichtsbezirk von Carrión de Los Condes besteht bis heute.
- Die goldenen, schwarz vermauerten Türme im sechsten Feld sind als Abwandlung dem Wappen des Königreichs Kastilien entnommen. Der Gerichtsbezirk von Baltanás ging 1966 in jenem von Palencia auf.[3]
- Das durchbrochene Lilienkreuz im Herzschild stellt das sogenannte „Siegeskreuz“ dar, das Alfons VIII. dem Bischof von Palencia Tello Téllez de Meneses verliehen hat. Er ehrte damit den Beitrag der vom Bischof angeführten Truppen Palencias an der siegreichen Schlacht bei Las Navas de Tolosa gegen die Almohaden am 16. Juli 1212.[12] Das goldene, schwarz vermauerte Kastell auf rotem Grund ist seit 1171 das Emblem des Königreichs Kastilien.[13] Der Gerichtsbezirk von Palencia besteht seit dem 21. April 1834.[14]